# Tara-Bula (Ort, Maulau)
Tara-Bula (Tarabula) ist eine osttimoresische Siedlung im Suco Maulau (Verwaltungsamt Maubisse, Gemeinde Ainaro). Das Dorf befindet sich im Zentrum der Aldeia Tara-Bula, auf einer Meereshöhe von 1553 m. Durch den Ort führt die Überlandstraße von Maubisse nach Turiscai. Nordwestlich liegt das Dorf Hato-Lete, östlich die Häuser der Aldeia Hautei (Suco Manelobas).